# Деде (футболист, 1978)
Леона́рдо де Де́ус Са́нтос (порт.-браз. Leonardo de Déus Santos), или просто Деде́ (порт.-браз. Dedê; род. 18 апреля 1978, Белу-Оризонти) — бразильский футболист, защитник. Братья Деде также футболисты: старший Леандро, как и Деде, выступал за «Атлетико Минейро» и дортмундскую «Боруссию», а младший Кака играет за португальский «Униан Лейрия».

## Карьера
Деде является воспитанником клуба «Атлетико Минейро», в составе которого в 1997 году стал обладателем Кубка КОНМЕБОЛ. На протяжении тринадцати сезонов выступал в немецком клубе «Боруссия» Дортмунд. В общей сложности в немецкой Бундеслиге сыграл 322 матча и забил 12 голов. В июле 2011 года Деде в качестве свободного агента перешёл в турецкий «Эскишехирспор», подписав контракт на два года с возможностью продления ещё на год.
В 2004 году Деде сыграл один матч за национальную сборную Бразилии.

## Достижения
Атлетико Минейро
- Обладатель  Кубка КОНМЕБОЛ (1): 1997

Боруссия (Дортмунд)
- Чемпион Германии (2): 2001/02, 2010/11